# Rory McIlroy
Rory McIlroy (født 4. maj 1989 i Holywood, Nordirland) er en nordirsk golfspiller, der (pr. juni 2022) står noteret for 14 Europa Tour- og 23 PGA Tour-sejre gennem sin professionelle karriere. McIlroy vandt den 19. juni 2011 sin første Major, da han sluttede som nummer et i US Open. McIlroys er tidligere sluttet som nummer tre ved både US Open og US PGA Championship. Han vandt i 2014 både British Open og PGA Championship.
Han er nu noteret for 4 major sejre og 32 sejre verden over.
McIlroy blev i 2010-2012-2014-2016-2018-2021 udtaget til det europæiske hold til Ryder Cuppen.
I 2011 lavede han den bedste score nogensinde på PGA Touren i en major turnering.
Rory McIlroy gik den laveste finalerunde nogensinde til Masters 2022.

## Privat liv
McIlroy har tidligere dannet par med den danske tennisspiller Caroline Wozniacki.